# Acraea flavifasciata
Acraea flavifasciata är en fjärilsart som beskrevs av Stoneham 1937. Acraea flavifasciata ingår i släktet Acraea och familjen praktfjärilar. Inga underarter finns listade i Catalogue of Life.